# Tamerlan Wielki
Tamerlan Wielki (Tamburlaine the Great) – dwuczęściowa tragedia angielskiego poety i dramaturga Christophera Marlowe’a, wystawiona około 1587 i opublikowana w 1590. Opowiada o życiu i podbojach mongolskiego władcy Timura Chromego. Jest napisana wierszem białym (blank verse).

## Data powstania utworu
Tamerlan był grany w sezonie 1587-1588 i zyskał ogromne powodzenie u publiczności. Wydano go anonimowo w 1590 roku. Jedynie kąśliwa uwaga Greene’a pozwala na ustalenie, że autorem utworu jest Marlowe. Dramat został oparty na hiszpańskiej kronice.

## Osoby

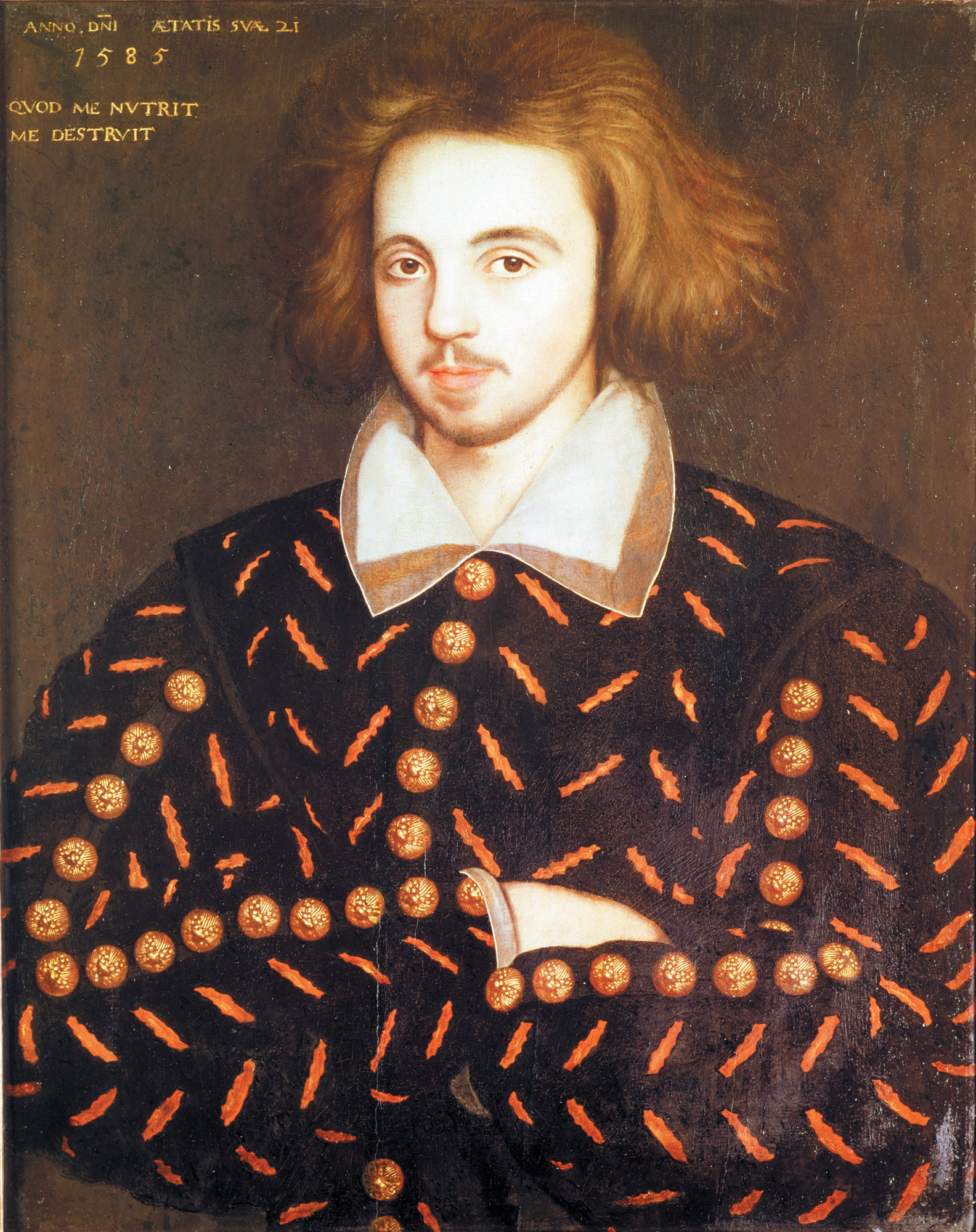
Christopher Marlowe

| Osoba                                           | Jej rola w dramacie              |
| ----------------------------------------------- | -------------------------------- |
| Mycetes                                         | król Persji                      |
| Kosroe                                          | jego brat                        |
| Keneus, Ortygius, Menander, Menafon, Theridamas | panowie perscy                   |
| Tamerlan                                        | pasterz scytyjski                |
| Techelles, Usumcasane                           | jego towarzysze                  |
| Bajazet                                         | cesarz Turcji                    |
| Król Algieru                                    |                                  |
| Król Fezu                                       |                                  |
| Król Maroka                                     |                                  |
| Alcidamus                                       | król Arabii                      |
| Sułtan Egiptu                                   |                                  |
| Zarządca Damaszku                               |                                  |
| Agydas, Magnetes                                | panowie medyjscy                 |
| Kapolin                                         | Egipcjanin                       |
| Orkanes                                         | król Natolii                     |
| Król Trebizondy                                 |                                  |
| Król Syrii                                      |                                  |
| Król Jerozolimy                                 |                                  |
| Gazellus                                        | wicekról Birunu                  |
| Uribassa                                        |                                  |
| Zygmunt                                         | król Węgier                      |
| Kalapin                                         | syn Bajazeta i więzień Tamerlana |
| Almeda                                          | jego dozorca                     |
| Namiestnik Babilonu                             |                                  |
| Kapitan Balsery                                 |                                  |
| Szpieg                                          |                                  |
| Kalifas                                         | syn Tamerlana i Zenokraty        |
| Amiras                                          | syn Tamerlana i Zenokraty        |
| Celebinus                                       | syn Tamerlana i Zenokraty        |
| Zenokrata                                       | córka sułtana Egiptu             |
| Anippa                                          | jej służąca                      |
| Zabina                                          | żona Bajazeta                    |
| Ebea                                            | jej służąca                      |

## Treść

### Część I

#### Akt I

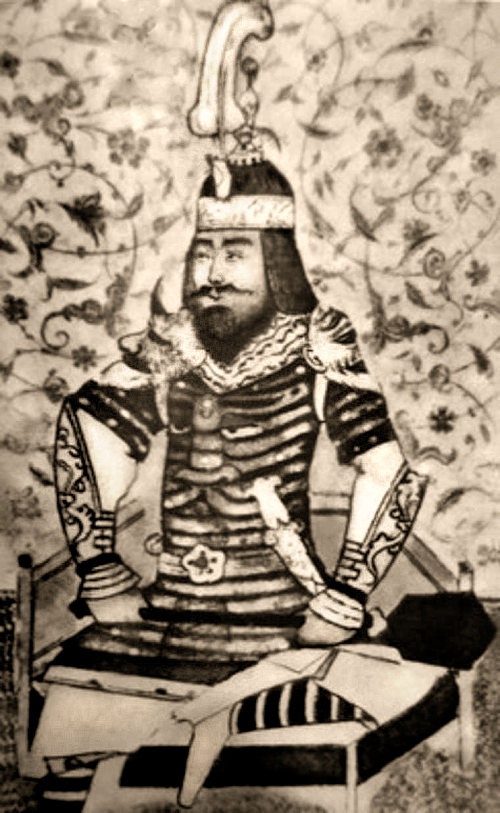
Portret Timura. Miniatura z XV wieku.

Mycetes, król perski, wysyła swego generała Theridamasa z tysiącem jeźdźców dla poskromienia, najeżdżającego granice państwa, scytyjskiego pasterza, Tamerlana. Brat królewski, Kosroe, marzy o przywróceniu Persji jej dawnej świetności i za plecami brata spiskuje przeciw niemu. Zbuntowani żołnierze obwołują go królem. Tamerlan zagarnął orszak córki sułtana Egiptu, Zenokraty, podróżującej przez Medię. Księżniczka tak mu się spodobała, że nie chce jej uwolnić. Na czele swoich pięciuset wojowników przygotowuje się do walki z dwukrotnie liczniejszym przeciwnikiem, udaje mu się jednak, wizją swej przyszłej potęgi, przeciągnąć go na swoją stronę.

#### Akt II
Kosroe na czele czterdziestotysięcznej armii postanawia połączyć się z Tamerlanem, by stanąć do walki z bratem. Mycetes nadciąga i za radą Menandra każe rozsypać złoto na polu bitwy, aby zwabić do niego żądnych złota barbarzyńców. Ginie jednak w bitwie, jego armia zostaje rozproszona. Tamerlan przynosi Kosroesowi drugą koronę. Kosroe mianuje go namiestnikiem Persji, sam zaś na czele dwudziestotysięcznej armii wyrusza do Perspepolis. Tamerlan ma zebrać resztę armii i ruszyć za nim. Tamerlan obiecuje swoim współpracownikom korony Medii, Partii i Scytii, gdy zostanie królem Persji. Wspólnie uderzają na oddalającego się Kosroesa. Nowy król Persji zostaje pokonany i umiera raniony przez Teridamasa.

#### Akt III
Bajazet wysyła spod Konstantynopola swego wysłannika, który ma przestrzec Tamerlana przed potęgą Turcji. Sam ma nadzieję w krótkim już czasie doprowadzić do zdobycia oblężonego miasta. Zenokrata martwi się oziębłością ukochanego Tamerlana. Jej sługa Agydas odradza jej związek z Tamerlanem. Ten zabiera ze sobą ukochaną, a Adygasowi posyła przez sługi sztylet, by popełnił samobójstwo. Nadciąga Bajazet z królami Maroka, Fezu i Algieru. Dochodzi do bitwy. Zenokrata niepokoi się o los ukochanego, podczas gdy żona sułtana, Zabina, jej urąga. Zwycięża jednak Tamerlan, królowie Fezu, Algierii i Maroka giną, a Bajazet trafia do niewoli.

#### Akt IV
Sułtan Egiptu i król Arabii przygotowują się do odparcia najazdu Tamerlana, mimo klęski Bajazeta, sułtan jest przekonany, że ze swą 350-tysięczną armią pokonana 800-tysięczną armię Tamerlana. Tamerlan po plecach Bajazeta, wiezionego w klatce za wojskiem, wstępuje na tron. Snuje plany podboju całego świata. Zenokrata prosi go o oszczędzenie oblężonego Damaszku, jej miasta rodzinnego. Tamerlan obiecuje okazać litość dopóki namioty, które rozstawił są białe. Podczas uczty Bajazet lży z klatki Tamerlana, który uważa, że groźby wrogów przynoszą mu chlubę i upokarza więźnia. Ustanawia Theridamasa, Techellesa i Usumcasana królami Algieru, Fezu i Maroka.

#### Akt V

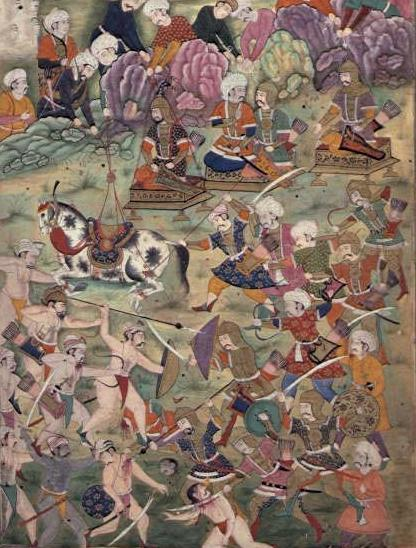
Bitwa pod Ankarą z sułtanem Bajazydem. 1402

Kiedy nadzieja odsieczy zawiodła, mimo że namioty z czerwonych stały się czarne, co znamionuje największy gniew Tamerlana, obrońcy wysyłają w poselstwie z prośbą o litość piękne dziewice w bieli. Tamerlan każe je zabić i powiesić na murach oblężonego miasta. Waha się jednak czy przez wzgląd na smutek ukochanej Zenokraty nie oszczędzić mieszkańców Damaszku, przezwycięża jednak chwilę słabości. Jego dowódcy donoszą mu, że miasto zostało zdobyte, a z południa nadciągają połączone siły sułtana Egiptu i króla Arabii. Tamerlan nakazuje oszczędzić sułtana, ojca Zenokraty. Bajazet popada w rozpacz, nie ma już nadziei, by jakikolwiek bóg mógł przeciwstawić się gwieździe Tamerlana. Jego żona wygraża bogom, gdy odchodzi na chwilę, Bajazet przeklina Tamerlana i rozbija sobie głowę o pręty klatki. Zabina na widok martwego męża popada w obłęd i też rozbija sobie głowę. Zenokrata jest przerażona rozmiarami śmierci, która towarzyszy pochodowi jej ukochanego. Zjawia się śmiertelnie ranny król Arabii i umiera szczęśliwy, że dane mu było zobaczyć tę, którą miał poślubić. Tamerlan wprowadza ojca Zenokraty. Starzec uznaje swą przegraną, cieszy się jednak z wywyższenia swej córki. Tamerlan uroczyście koronuje Zenokratę na królową Persji i poślubia ją.

### Część II

#### Akt I
Nad Dunajem spotykają się armie turecka dowodzona przez Orkanesa, króla Natolii i węgierska dowodzona przez króla Zygmunta. Ponieważ ziemiom tureckim zagraża Tamerlan, Orkanes zawiera pokój z chrześcijanami. Kalapin syn Bajazeta, więziony w Kairze, namawia swego dozorcę, Almedę, by mu dopomógł w ucieczce, obiecuje mu w zamian królestwo. Tamerlan bada czy jego synowie są zdolni do kierowania państwem. Młodsi: Celebinus i Amiras nie boją się rozlewu krwi, najstarszy, Kalifas wolałby jednak zostać przy matce i wziąć jakikolwiek tron od ojca. Ojciec zapowiada jednak, że będzie go musiał wywalczyć. Przybywają Usumcasane, Techelles i Theridamas ze swymi wojskami. Pierwszy podczas wyprawy wojennej opanował ziemie Afryki północnej aż po Gibraltar i Wyspy Kanaryjskie, drugi wyprawił się wzdłuż Nilu, opanował królestwo Jana Wielkiego, walczył z Amazonkami, Podbił Zanzibar, Etiopię i Nubię, Theridamas podbił w Europie Stokę, Padalię i Kodenię, przez morze dotarł do Oblii i spalił Nigra Silva.

#### Akt II
Królowie Budy i Czech namawiają Zygmunta, by złamał pokój i uderzył na pozbawione wojsk ziemie tureckie, skoro Orkanes wyruszył przeciw Tamerlanowi. Orkanes dowiedziawszy się o zdradzie króla węgierskiego wzywa Mahometa i Chrystusa, by pomścili jego przeniewierstwo. Chrześcijanie ponoszą klęskę, a Zygmunt ginie. Orkanes wysławia Chrystusa. Zenokrate umiera. Tamerlan chce umrzeć wraz z nią, ona jednak prosi go, by pozwolił jej spokojnie umrzeć. Po jej śmierci Tamerlan w rozpaczy chce szturmować niebo.

#### Akt III

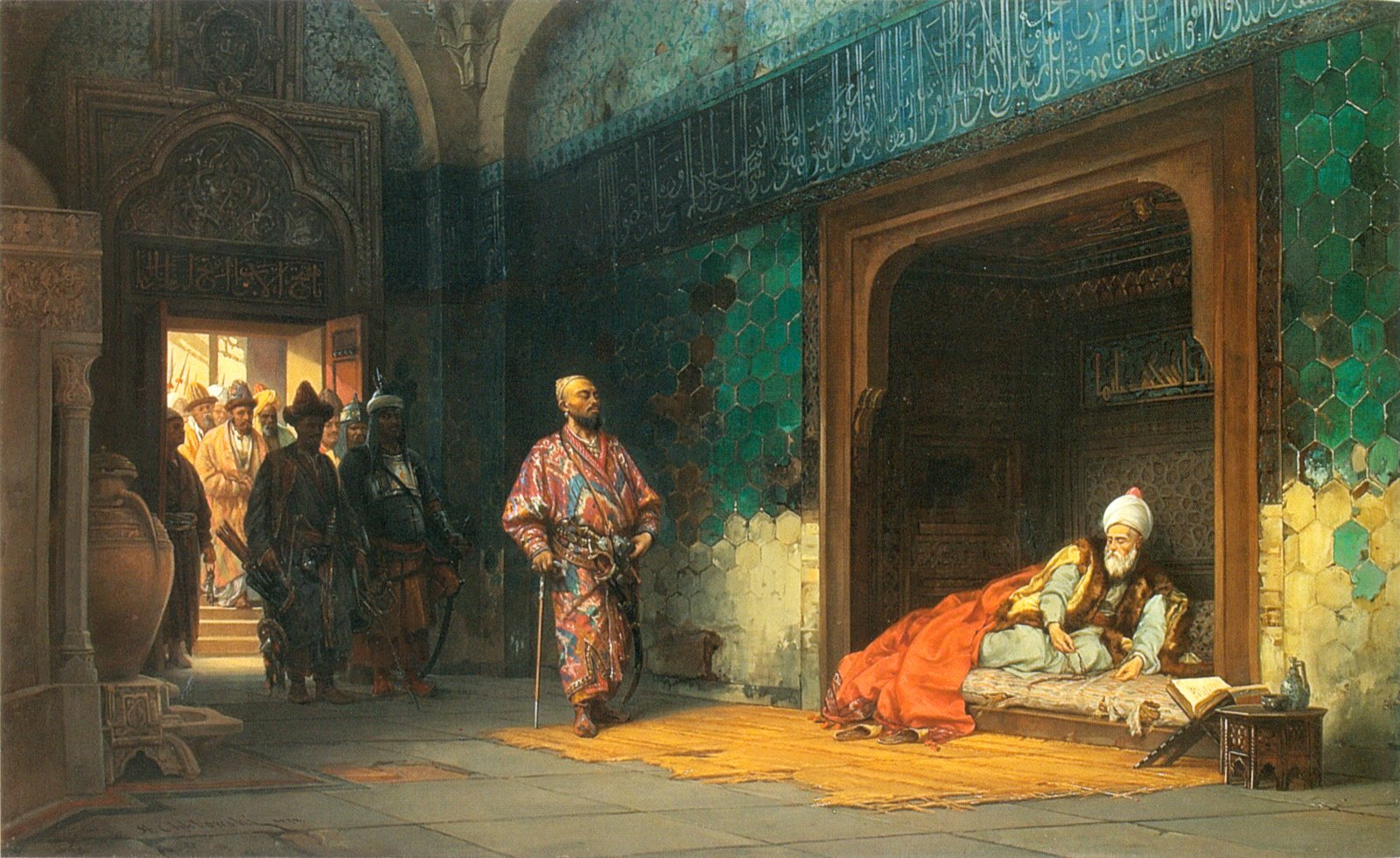
Bajazyd w niewoli. Stanisław Chlebowski. 1878.

Królowie Jerozolimy, Syrii, Trebizondy i Natolii koronują Kalapina na cesarza Turcji. Nowy cesarz dokonuje przeglądu wojska, które ma wyruszyć przeciw Tamerlanowi. Tamerlan podpala miasto, w którym zmarła Zenokrate, potem uczy swych synów wojennego rzemiosła i zagrzewa ich do męstwa. Tylko Kafilas jest oporny. Techelles i Therdamas podchodzą pod mury Balsery, w której zostały zgromadzone wszystkie skarby Syrii i wzywają ich dowódcę do poddania. Kapitan odmawia. W trakcie oblężenia zostaje śmiertelnie ranny. Jego żona Olimpia nie chcąc, by syn wpadł w ręce żołnierzy Tamerlana, zabija go. Gdy sama próbuje popełnić samobójstwo zostaje powstrzymana przez dowódców Tamerlana. Sześciuset tysięczna armia Kalapina gromadzi się pod Aleppo naprzeciw wojsk Tamerlana. Wodzowie lżą się nawzajem. Kalapin obiecuje Tamerlanowi miejsce przy wiosłach na galerze. Tamerlan natomiast zapowiada, że zaprzęże pokonanych wodzów do ciągnięcia swego rydwanu. Kalapin na złość Tamerlanowi ogłasza Almedę, który dopomógł mu w ucieczce, królem Ariadanu w Arabii.

#### Akt IV
Młodsi synowie Tamerlana próbują zbudzić swego brata Kalifasa, by wraz z nimi udał się na pole bitwy. Ten jednak woli zostać w namiocie, by nie zginąć i gra w karty ze sługą. Po zwycięstwie nad wrogiem nadciąga Tamerlan z łupami. Wbrew prośbom synów i sług zabija Kalifasa, uważając jego zrodzenie za zniewagę wyrządzoną mu przez Jowisza. Zdesperowana Olimpia nie potrafi zadać sobie śmierci. Odrzuca starania Theridamasa o jej rękę. Udaje się jej namówić go, by w celu wypróbowania cudownego balsamu przeciw zranieniu po namaszczeniu nim jej szyi pchnął ją mieczem i tak umiera. Tamerlan ciągnięty na rydwanie przez dwóch królów wymyśla im i zapowiada, że będzie ich karmił surowym mięsem, by wzmocnić ich siły. Ich konkubiny rozdaje prostym żołnierzom. Sponiewierani królowie przeklinają go i wzywają boga podziemi, by mu wymierzył sprawiedliwość. Wojska Tamerlana wyruszają pod Babilon.

#### Akt V
Mieszkańcy Babilonu, a następnie posłowie Tamerlana wzywają namiestnika do poddania miasta. Dowódca odmawia. Po zdobyciu Babilonu zostaje powieszony na murach, a żołnierze szyją doń z łuków. Tamerlan każe także zabić ciągnących dotąd jego rydwan królów. Srożąc się każe utopić w pobliskim jeziorze wszystkich mieszkańców miasta. Pali też święte księgi islamu i wyzywa Mahometa. Ku Babilonowi na czele nowej armii zmierza Kalapin. Tamerlan tymczasem zapada nagle na nieznaną chorobę. Początkowo wygraża bogom i chce zbrojnie wydrzeć im swe zdrowie. Wraz z utratą sił godzi się jednak ze swą śmiercią. Raz jeszcze zbiera siły, by po raz ostatni rozgromić wroga. Po zwycięskiej bitwie, koronuje Amirasa na swego następcę i umiera.

## Analiza

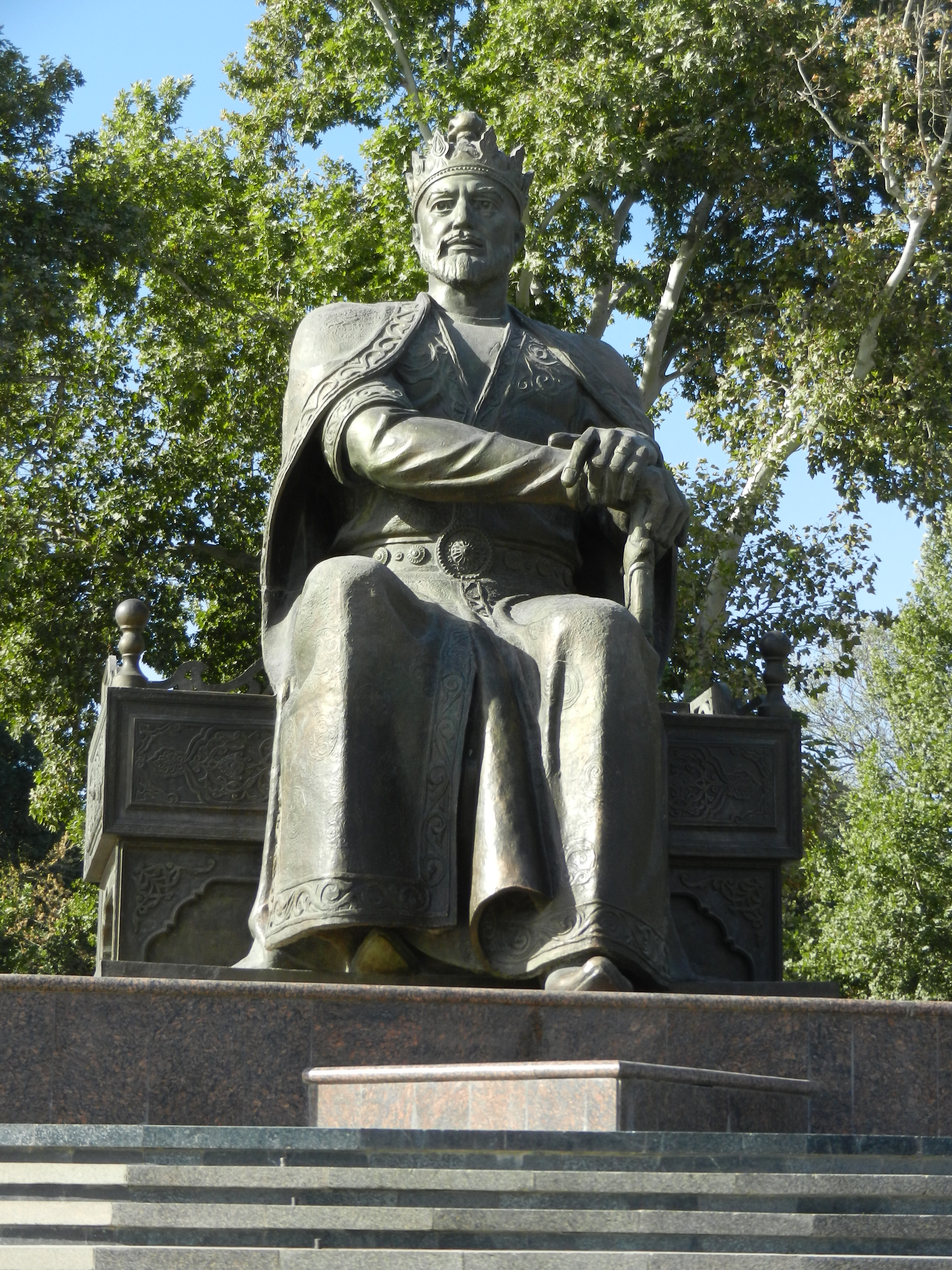
Pomnik Timura w Samarkandzie

Sztuka pełna okrucieństwa o niepohamowanej żądzy władzy i podboju. Impet i siła pchająca scytyjskiego pasterza do coraz nowych wypraw wojennych, do zdobywania kolejnych królestw, ma w sobie coś z nieposkromionego pędu kolejnego bohatera Marlowe’a, doktora Fausta, do wiedzy. Tamerlan działa poza dobrem i złem. Gloryfikuje ze sceny swą potęgę nowego, jeszcze straszniejszego Heroda z misteriów, w retorycznych strofach, podczas kiedy padają przed nim monarcha perski, sułtan Bajazet, królowie Trebizondy i Syrii. Ludzki rys do postaci Tamerlana wprowadza jego miłość do egipskiej branki, Zenokraty i śmierć zrównująca władcę milionów z ostatnim biedakiem.
Thus far are we towards Theridamas,

And valiant Tamburlaine, the man of fame,

The man that in the forehead of his fortune

Bears figures of renown and miracle.

But tell me, that hast seen him, Menaphon,

What stature wields he, and what personage?
Utwór przekładali na język polski Jerzy S. Sito i Juliusz Kydryński.

## Ciekawostki
- W tragedii Marlowe’a Tamerlan jest pasterzem scytyjskim, w rzeczywistości wywodził się ze zubożałej arystokracji pochodzenia mongolskiego, z wpływowego na terenach Mawarannahru klanu Barłasów[18].
- Marlowe twierdzi (akt I części I), że rozpoczynając podbój Iranu Tamerlan dowodził zaledwie pięciuset pasterzami. Istotnie w latach 50. XIV wieku, będąc współrządcą miasta Kesz, Timur na czele najpierw kilkuosobowej, a następnie kilkudziesięcioosobowej bandy dokonywał napadów rozbójniczych. Po wzmocnieniu swej pozycji w toku trwających dziesięć lat walk (1360-1370) doprowadził stopniowo do podporządkowania sobie całego Mawarannahru. Natomiast zanim wystąpił przeciw Iranowi, na początku lat 70. spacyfikował w kilku wyprawach leżący na wschód od jego państwa Mogolistan, a następnie podporządkował sobie leżący na zachodzie, pomiędzy Mawarannahrem a Iranem, Chorezm[19].
- Podbój Iranu przedstawiony w II akcie I części tragedii, dokonuje się w dwóch bitwach z Mycetesem, a następnie z jego bratem Kosroesem, podczas gdy w rzeczywistości nastąpił w wyniku szeregu wypraw trwających od końca lat 70. do drugiej połowy lat 80[20].
- Przechodząc w III akcie I części do rozprawy Tamerlana z Bajazetem, Marlowe pomija podbój przez Tamerlana Azerbejdżanu, Armenii, Gruzji, Iraku, zwycięskie wyprawy przeciw Złotej Ordzie i do Indii i przechodzi do ostatniej wielkiej kampanii tego władcy.
- W III akcie I części Tamerlan występuje w obronie chrześcijan ciemiężonych przez Turków: Najpierw pobiję Turka; potem zwolnię / Tych chrześcijańskich jeńców, traktowanych / Przez was jak niewolnicy. W rzeczywistości trzon armii Tamerlana stanowili muzułmanie i Tamerlan miał problemy, by skłonić wojsko do walki z innym muzułmańskim władcą. Przed wyprawą derwisze i szejchowie rozgłaszali wśród wojska o rozpuście Bajazyda, o tym, że jego ulubiona serbska żona jest chrześcijanką i przedstawiali Timura jako narzędzie Allah, mające wymierzyć grzesznikowi należną karę[21].
- Na początku IV aktu I części Posłaniec informuje Sułtana Egiptu, że armia Tamerlana liczy sobie 300 tysięcy jazdy i 500 tysięcy piechoty. Według oszacowań Alexndrescu-Dersca największa armia Timura, wystawiona przeciw Bajezydowi, liczyła 140 tysięcy wojowników, a liczba ta jest uważana za przesadzoną[22].
- W IV akcie I części, po pokonaniu Bajazyda, Tiamerlan wyrusza przeciw sułtanowi Egiptu. Faktycznie Timur przed rozprawą ze swym najgroźniejszym przeciwnikiem zaatakował w 1400 roku ziemie sułtana egipskiego Faradża i dopiero po zwycięskiej kampanii w Syrii i zabezpieczeniu sobie lewej flanki, wyruszył w 1402 roku przeciw Bajazydowi[23].
- W IV i V akcie I części Tamerlan znęca się nad zamkniętym w klatce Bajazydem, który w końcu popełnia samobójstwo. Legenda ta nie ma żadnego potwierdzenia w źródłach. Timur musiał się liczyć z tym, że jego jeniec jest bojownikiem islamu, znanym w świecie muzułmańskim z wielkich zwycięstw nad niewiernymi. Z relacji kornikarzy wynika, że traktował go bardzo przyjaźnie. Bajazyd zamarł w niewoli, rok po bitwie pod Ankarą (1403)[24].
- W IV akcie II części Tamerlan zabija swego tchórzliwego syna Kalifasa, uważając, że zrodzenie takiego dziecka osobiście go upokarza. W rzeczywistości Timur nader łagodnie obchodził się z członkami swojej rodziny. Podczas wyprawy do Indii otrzymał od swego syna Miranszaha ostry list, w który syn oskarżał go o wyniosłość i liczne grzechy oraz domagał się, by przekazał władzę synom. Miranszah rządzący Azerbejdżanem zabijał niewinnych ludzi, burzył domy, czym doprowadził do buntu w Tebryzie, a przez zbiegłą żonę został oskarżony o rozpustę i marnowanie skarbu. Po powrocie z wyprawy ojciec odsunął go od władzy, ale nie zastosował żadnych dodatkowych kar względem syna[25].